# Winthrop (Maine)
Winthrop é uma cidade  localizada no estado americano de Maine, no Condado de Kennebec.

## Demografia
Segundo o censo americano de 2000, a sua população era de 6232 habitantes. A região censo-designada possui 2893 habitantes.

## Localidades na vizinhança
O diagrama seguinte representa as localidades num raio de 28 km ao redor de Winthrop.